# Ouillette
Pour les articles homonymes, voir Ouillette (sommet).

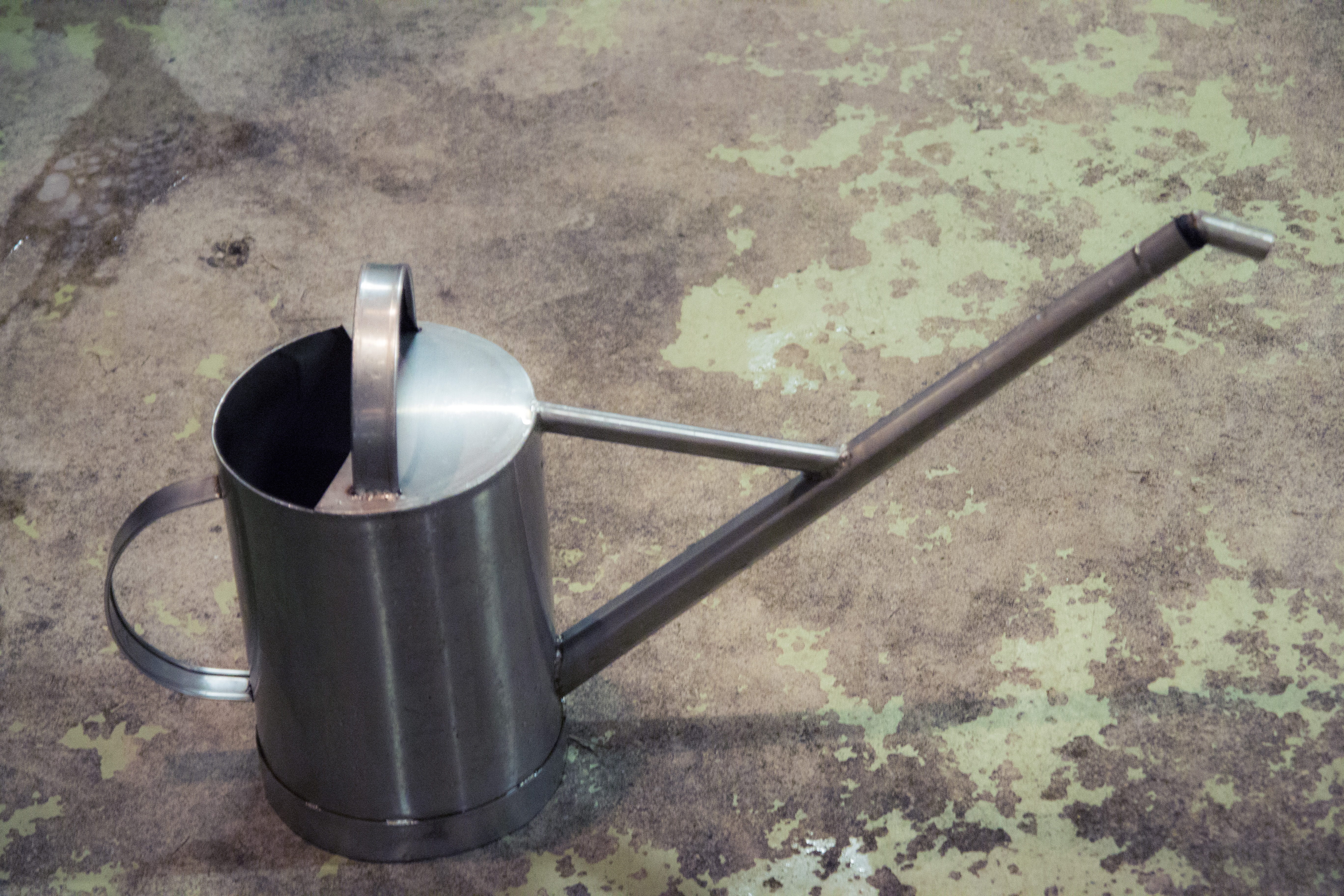
Ouillette en inox

L’ouillette, aussi dénommée ouillotte ou ouilloir, est un outil similaire à un arrosoir. Elle est utilisée pour ouiller les fûts, c'est-à-dire compléter leur niveau, jusqu'à la bonde.

## Historique

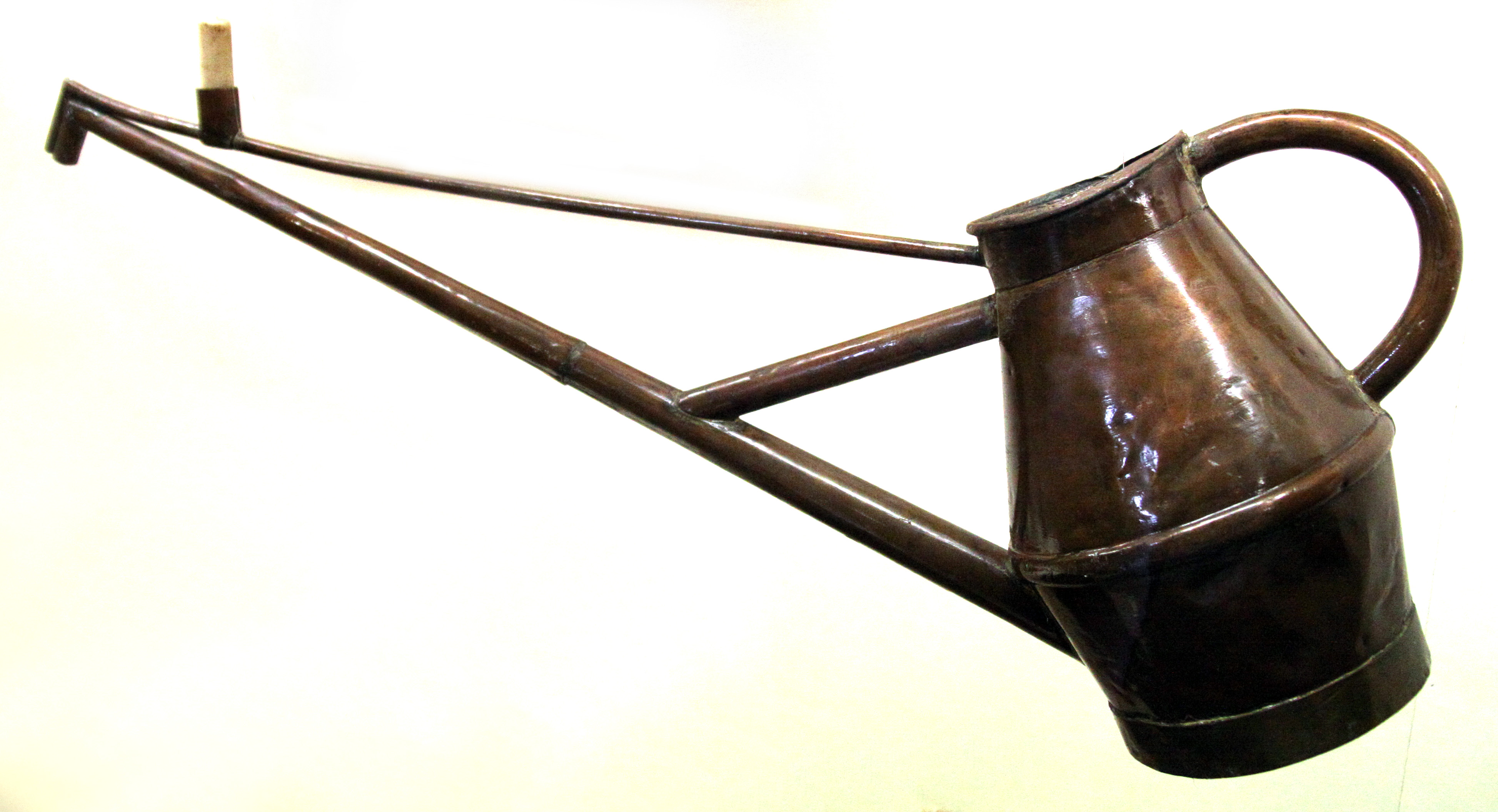
Ouillette en cuivre (originaire de Beaune)

Autrefois en cuivre, ce matériau est aujourd'hui abandonné car il présente un risque important d'oxydation du vin qu'il contient, et/ou de provoquer une casse cuivreuse. Les ouillettes actuelles sont faites d'inox.

## Caractéristiques
D'une contenance de 5 à 20 litres, usuellement de 10 litres, elle est composée d'un long tube permettant d'atteindre le trou de bonde, recourbé à l’extrémité pour verser verticalement et éviter les éclaboussures en dehors du fût.

## Utilisation
Elle est tenue par l’anse dans une main, et par l'extrémité du bec verseur avec l'autre main. De cette manière, il est possible de boucher l'extrémité avec un doigt, afin de réguler le débit, et d'éviter les gouttes de vin entre chaque fût à ouiller.